# Língua maduresa
O madurês(Bhâsa Madhurâ) é a língua falada pelo povo da ilha Madura na Indonésia; é também falada nas Ilhas Kangean, Ilhas Sapudi e no leste da província de Java Oriental. O madurês é classificado no grupo súndico das línguas malaio-polinésias ocidentais, um braço da família das línguas austronésia. O madurês era tradicionalmente escrito no período pré colonial com o alfabeto javanês, no entanto, atualmente, o alfabeto latino é o mais utilizado na produção de textos. Apesar de ser a quarta língua mais falada da Indonésia, seu número de falantes  tem diminuído e segundo o censo de 2011 exitstem aproximadamente 8 milhões de falantes.

## Etimologia
O nome nativo da ilha é Polo Madhurâ e foi dado em homenagem a cidade de Madurai, que segundo a cultura Hindu é o lar da divindade de  Azhagar. O endônimo da língua é Bhâsa Madhurâ e significa literalmente "Língua de Madura". Já o exônimo "Madurês" simplesmente é uma derivação do nome da ilha "Madura".

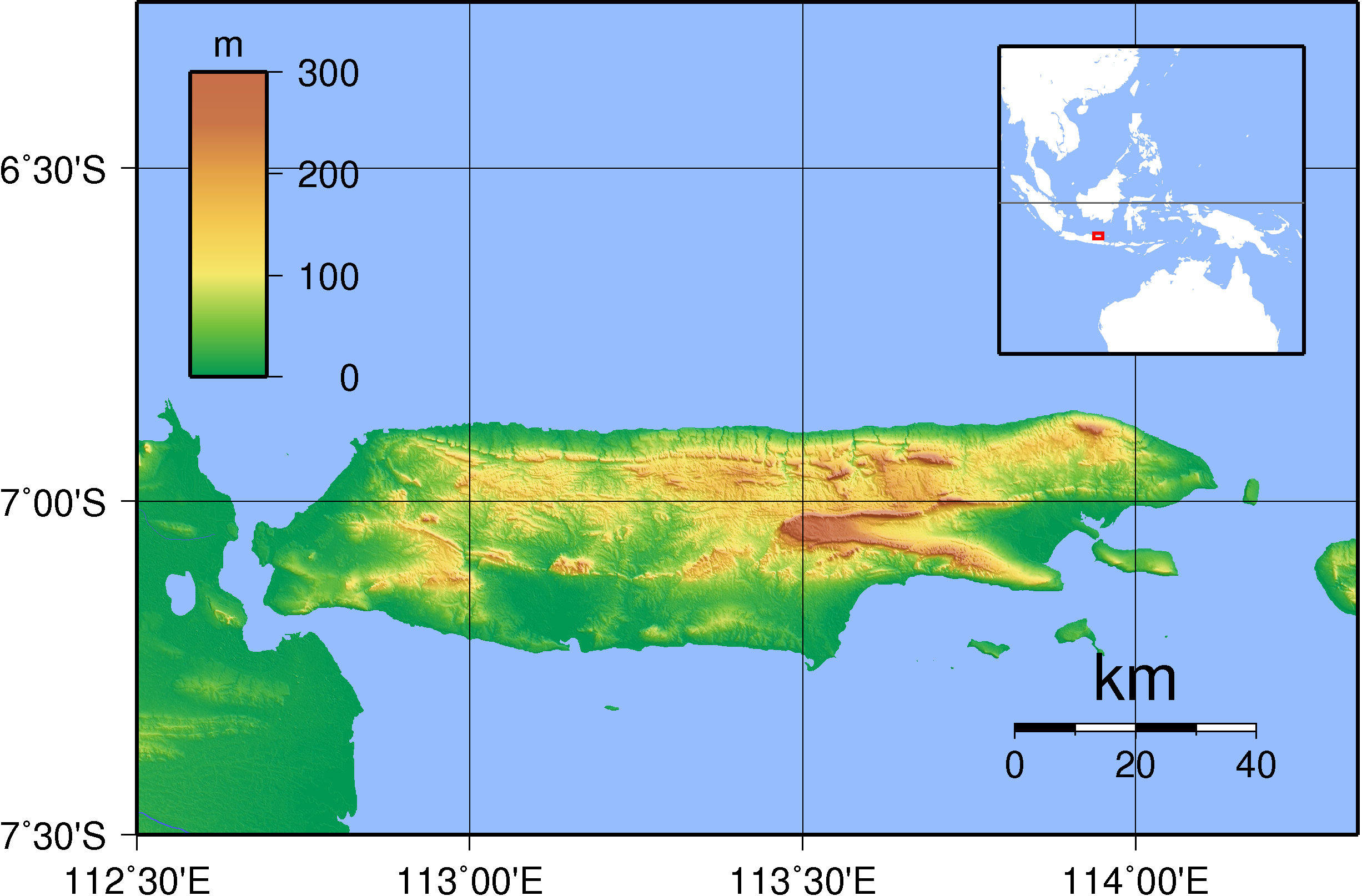
Topografia da ilha de Madura

## História

### Disseminação e influências
O madurês é uma língua falada pelo povo nativo das ilhas madura e tem diversas semelhanças com outras línguas faladas em regiões próximas como o javanês e o indonésio, língua oficial da Indonésia. A formação e o desenvolvimento da lingua foi fortemente influenciado pela colonização holandesa e as condições geograficas e climáticas da ilha. Isso se deve ao fato da ilha possuir um solo pobre em nutrientes e um baixo índice de chuvas durante o ano, fatores que dificultam muito a produção de alimentos. Desse modo, a ilha não consegue suportar uma grande quantidade de pessoas, o que causou diversas migrações para regiões vizinhas ao longo da história.

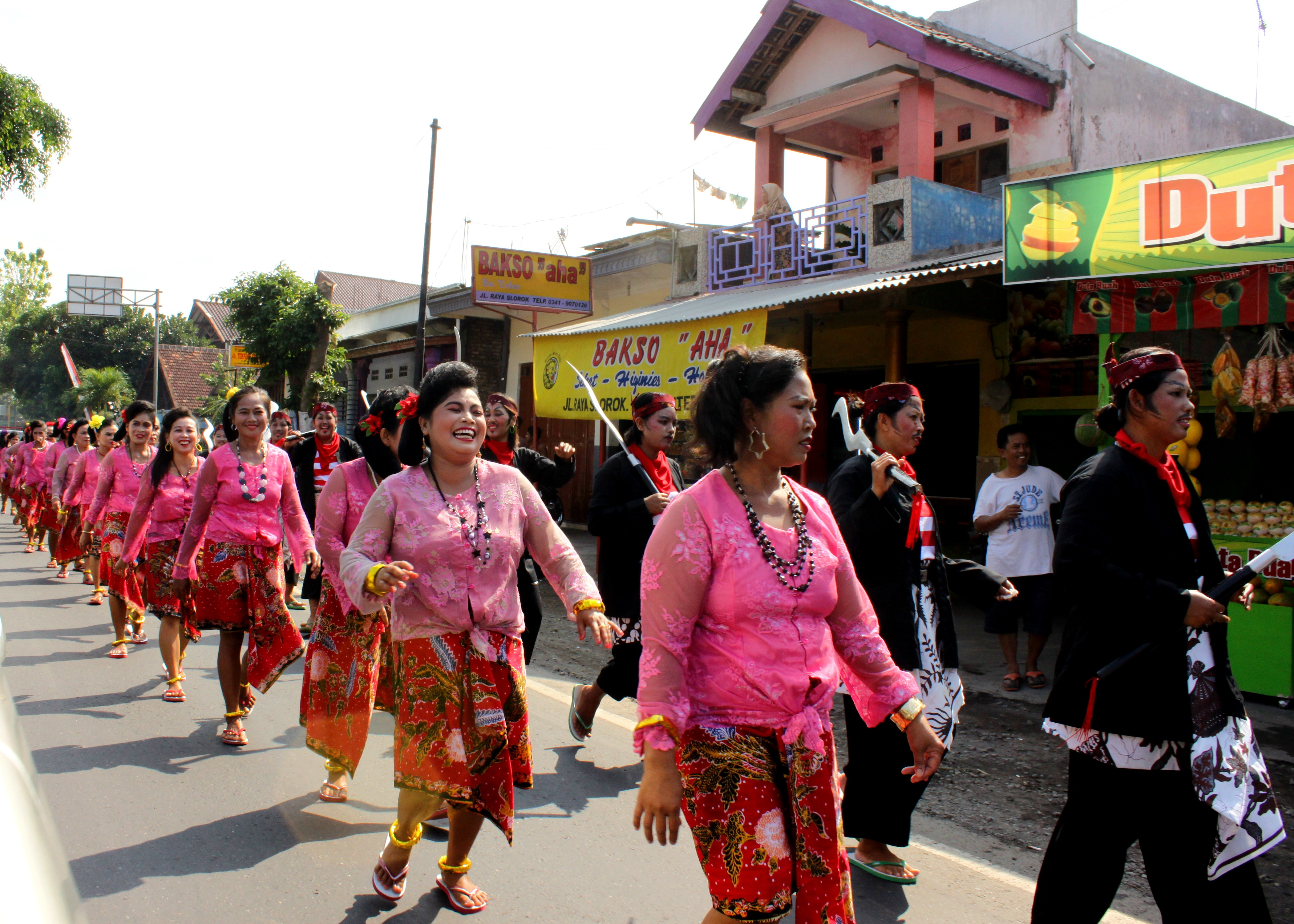
povo madurês comemorando festa tradicional

As primeiras populações a se deslocarem em larga escala da ilha migraram para regiões da Java Ocidental por volta do século XXVIII. Essas populações eram geralmente compostas por servos do reino de Majapahit e estavam a procura de terras agricultáveis para fortalecer seu reino. Posteriormente, houve outros fluxos de emigração  sobretudo durante os séculos 16 a 19 devido a alianças com outros reinos e colonos holandeses.
Essas emigrações foram responsáveis tanto pela disseminação do idioma quanto pela sua modificação, uma vez que, após o período colonial o alfabeto mais comumente utilizado deixou de ser o javanês e passou a ser o latino. No entanto, hoje, a escrita no alfabeto javanês ainda é ensinada em escolas como forma oficial de escrita.

### Registros sobre a língua
Os estudos sobre o madurês são relativamente escassos em comparação com outras línguas. No entanto, existem várias publicações sobre o idioma, principalmente em inglês, holandês e indonésio. A maioria das pesquisas acadêmicas foi realizada na metade do século XX. H.N. Kiliaan destacou-se como o principal estudioso da língua nos séculos XVIII e XIX, graças às suas obras "Madoereesche spraakkunst" (Gramática do madurês), publicada em 1897, e "Madoereesche-Nederlandsch woordenboek" (Dicionário Madurês-Holandês), publicado em duas partes em 1904 e 1905.
Embora tenham sido realizados mais estudos sobre o idioma desde então, nenhum alcançou a extensão das obras mencionadas anteriormente. O estudo mais recente que abrange uma grande parte da gramática maduresa é "A Grammar of Madurese" de William D. Davies, publicado em 2010.

## Fonologia

### Consoantes
A lingua possui 27 fonemas consonantais descritos na tabela abaixo: 
|                          | Labial | Dental/ Aoveolar | Retroflexa | Palatal | Velar | Glotal |
| ------------------------ | ------ | ---------------- | ---------- | ------- | ----- | ------ |
| Oclusiva                 | p b    | t d              | ʈ ɖ        | c ɟ     | k ɡ   | ʔ      |
| Nasal                    | m      | n                |            | ɲ       | ŋ     |        |
| Fricativa                | f      | s                |            |         |       | h      |
| Fricativa aspirada surda | pʰ     | tʰ               | ʈʰ         | cʰ      | kʰ    |        |
| Vibrante                 |        | l r              |            |         |       |        |
| Aproximante              |        | w                |            | j       |       |        |

### Vogais
O inventário vocálico do madurês é composto por 8 fonemas descritos na tabela abaixo:
|         | Frontal | Central | Posterior |
| ------- | ------- | ------- | --------- |
| Fechada | i       | ɨ       | u ɤ       |
| Média   | ɛ       | ə       | ɔ         |
| Aberta  |         | a       |           |

## Ortografia

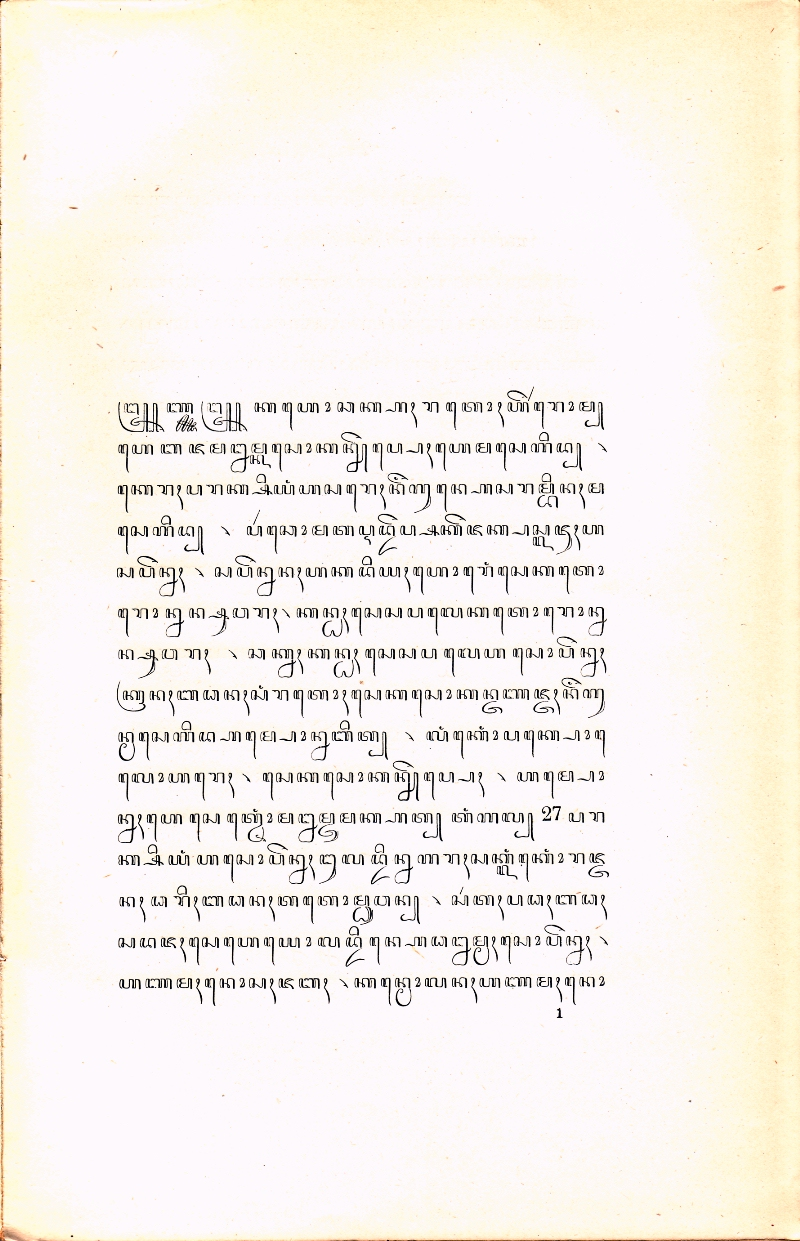
Madurês escrito em alfabeto javanês

O madurês jaá foi escrito em diversos sistemas de escrita ao longo dos anos, usava no período anterior a colonização holandesa o alfabeto javanês  para produzir escrita. No entanto, haviam algumas limitações na utilização de sistema, pois o madurês possui mais fonemas do que o alfabeto javanês era capaz de oferecer, os fonemas vocálicos eram especialmente incompatíveis. Então, após o período de colonização na região, devido ao contato com povos ocidentais, principalmente holandeses, houve uma mudança no sistema de escrita utilizado, que passou a ser o alfabeto latino, utilizado até hoje. Desse modo, para conseguir abranger todos os sons da língua, houve diversas mudanças ao longo dos anos nos símbolos utilizados para representar cada som. O acordo ortográfico mais recente se encontra na tabela abaixo 
| símbolo | fonema |
| ------- | ------ |
| p       | p      |
| bh      | pʰ     |
| b       | b      |
| t       | t      |
| dh      | tʰ     |
| d       | d      |
| ṭ       | ʈ      |
| ḍh      | ʈʰ     |
| c       | c      |
| jh      | cʰ     |
| j       | ɟ      |
| k       | k      |
| gh      | kʰ     |
| g       | ɡ      |
| '       | ʔ      |
| h       | h      |
| m       | m      |
| n       | n      |
| ny      | ɲ      |
| ng      | ŋ      |
| s       | s      |
| r       | r      |
| l       | l      |
| y       | j      |
| w       | w      |
| f       | f      |
| v       | v      |
| z       | z      |
| i       | i      |
| è       | ɛ      |
| a       | a      |
| â       | ɤ      |
| e       | ə      |
| u       | u      |
| o       | ɔ      |

## Gramática

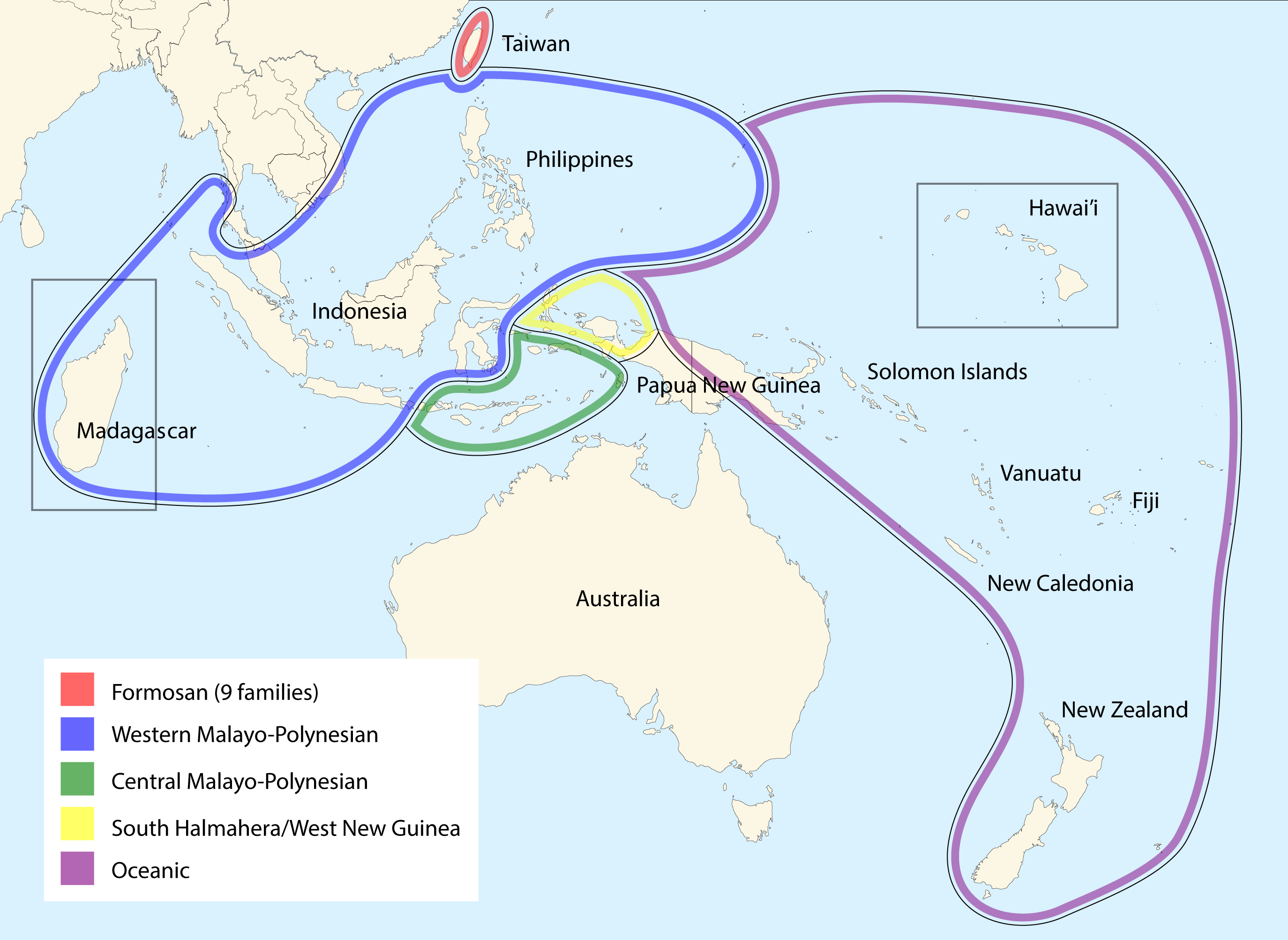
Distribuição das línguas austronésias

A gramática do madurês possui muitas semelhanças com línguas próximas da mesma família como javanês e indonésio, possuindo palavras e estrutura frasal semelhantes. Assim, como outras línguas austronésias, algumas classes lexicais não são tão bem definidas, especialmente no que diz respeito as classes variáveis como  verbos, adjetivos e substantivos. Desse modo, é muito importante identificar as características que diferem cada uma dessas classes.

### Pronomes
Pronomes no madurês são constituídos por apenas três pessoas do discurso, a primeira, a segunda e a terceira pessoa. Os pronomes utilizados variam consideravelmente de acordo com o dialeto falado, no entanto possuem o mesmo significado.

#### Pessoais
| Pronome                            | Pessoa | Exemplo em uma frase                             | Tradução                                            |
| ---------------------------------- | ------ | ------------------------------------------------ | --------------------------------------------------- |
| sengko', engko', aba'              | 1°     | Me' ce' aman-na aba'                             | Eu tenho uma sensação de bem estar                  |
| ba'na, ba'en, ba'eng, kake, sedha  | 2°     | Ngarte ba'eng iya                                | Você entende, certo?                                |
| aba'na, aba'eng, dibi'na, dibi'eng | 3°     | Tape dibi’eng nolak karana gilo’ tao dha' kabin. | Ela recusou, pois ainda não sabia sobre o casamento |
| sengko' kabbi                      | Nós    | -                                                | -                                                   |
| ba'na kabbi ‘                      | Vós    | -                                                | -                                                   |
| aba'na kabbi                       | Eles   | -                                                | -                                                   |

A raiz nominal aba' significa corpo e é utilizada para construir a 1ª, 2ª e algumas formas da 3ª pessoa do discurso. A forma mais comum  da 2° pessoa é ba'na. Na madura ocidental a forma ba'eng também é utilizada e ba'en é mais comum na Madura Central. Embora pertençam à terceira pesoa aba'na e aba'eng tamb´pem são frequentemente utilizados como pronomes de 2ª pessoa. As formas dominantes da terceira pessoa são aba'na e aba'eng. Dibi'na e dibi'eng, derivadas da raiz dibi' 'sozinho', também são utilizadas, porém em menor medida. A forma plural dos pronomes é pouco utilizada e é construída utilizando o quantificador "kabbi" (todos) ou através da reduplicação do termo 'aba.

### Substantivos
A categoria dos substantivos pode ser  distinguível de outras classes como adjetivos e verbos, porque esses podem receber prefixos exclusivos, como o prefixo -sa, que indica "muitos", "mesmo" ou "um". Os substantivos que não se referem a pessoas não possuem distinção de gênero. Exemplo:
| Palavra | Tradução    | Forma com "-sa" | Tradução da forma com "-sa"    |
| ------- | ----------- | --------------- | ------------------------------ |
| benko   | casa        | sabenko         | Todas as casas/a mesma casa    |
| saba    | campo       | sasaba          | Todos os campos/ o mesmo campo |
| bapa'   | pai         | sabapa'         | Todos os pais/o mesmo pai      |
| toles*  | escrever    | -               | -                              |
| penter* | inteligente | -               | -                              |

*Essas palavras não são substantivos e, portanto, não podem receber "-sa".
Assim, algumas palavras que em sua raíz não são substantivos podem sofrer derivação e se comportar como tal. Exemplos:
| Palavra original | Tradução    | Substantivo derivado da palavra | Tradução     | subst. derivado com prefixo | Tradução            |
| ---------------- | ----------- | ------------------------------- | ------------ | --------------------------- | ------------------- |
| toles            | escrever    | tolesan                         | escrita      | satolesan                   | toda a escrita      |
| penter           | inteligente | kapenterran                     | inteligência | sakapenterran               | toda a inteligência |

Outras classes gramaticais não podem ser negadas com o morfema "banne" (não/sem).
| Palavra | Tradução    | Palavra "negada" | Tradução  |
| ------- | ----------- | ---------------- | --------- |
| bengko  | casa        | banne bengko     | sem casa  |
| saba    | campo       | banne saba       | sem campo |
| bapa'   | pai         | banne bapa'      | sem pai   |
| toles*  | escrever    | -                | -         |
| penter* | inteligente | -                | -         |

*Essas palavras não são substantivos e, portanto, não podem receber "banne".
Novamente, as palavras que não são originalmente substantivos, mas que sofrem derivação podem se comportar como tal. Exemplos
| Palavra original | Tradução    | Substantivo derivado da palavra | Tradução     | subst. derivado "negado" | Tradução         |
| ---------------- | ----------- | ------------------------------- | ------------ | ------------------------ | ---------------- |
| toles            | escrever    | tolesan                         | escrita      | banne toles              | sem escrita      |
| penter           | inteligente | kapenterran                     | inteligência | banne kapenterran        | sem inteligência |

### Verbos
Estabelecer distinções entre raízes verbais é desafiador devido à morfologia que frequentemente deriva verbos de substantivos, adjetivos e outras raízes, complicando a diferenciação entre morfologia derivacional e flexional. Essa complexidade é evidente na linguística maduresa, onde a maioria dos verbos é derivada, dificultando a distinção entre classes de raízes léxicas. No entanto, certas características parecem ser exclusivas dos verbos.
Por exemplo, apenas os verbos podem receber o prefixo -ta que signica "por engano" ou "acidentalmente".
| Verbo  | Tradução     | Adição de prefixo -ta | Tradução                 |
| ------ | ------------ | --------------------- | ------------------------ |
| toles  | escrever     | tatoles               | escrever acidentalmente  |
| buwang | descartar    | tabuwang              | descartar acidentalmente |
| mole   | ir para casa | tamole                | ir para casa por engano  |

Verbos também podem receber o modal "bisa" que indica permissão para alguma ação. Exemplos:
| Frase                                                 | Tradução                     |
| ----------------------------------------------------- | ---------------------------- |
| Mored reya bisa ngarte (Estudante esse pode entender) | Esse estudante pode entender |
| Mored reya bisa entar (Estudante esse pode ir)        | Esse estudante pode ir       |
| Mored reya bisa mangkat (Estudante esse pode sair)    | Esse estudante pode sair     |

#### Tempo
No madurês o verbo pode receber palavras auxiliares que modificam o tempo da ação. Por exemplo, pode-se adicionar  laggu' (amanhã) ou bakal (vai) antes do verbo para se modificar o tempo do verbo. Já para denotar uma ação que foi completada no passado pode-se utilizar o auxilar mare que indica a finalização de uma ação.
| Frase                                                          | Tradução                            |
| -------------------------------------------------------------- | ----------------------------------- |
| Bapa' mangkat ka Jember laggu' (Pai deixar para Jember amanhã) | Pai vai deixar para o Jember amanhã |
| Deni bakal nompa’ sapedhana (Deni vai pilotar bicicleta)       | Deni vai andar de bicicleta         |
| Ita mare a-sassa klambi-na (Ita terminou lavar roupas)         | Ita lavou as roupas                 |

#### Modo e Aspecto
A distinção entre modo tempo e aspecto não é bem definida na língua. A adição de palavras auxiliares definem condições aos verbos, indicando o modo e a duração do verbo. A construção das formas verbais é realizada por meio da adição do auxiliar antes do verbo.
| Palavra      | Tradução literal/ Ideia transmitida          | Exemplo em uma frase                                                                       | Tradução                                     |
| ------------ | -------------------------------------------- | ------------------------------------------------------------------------------------------ | -------------------------------------------- |
| gi'          | ainda/em progresso                           | Mon gi' ngodha, barnana biru (Se ainda jovem, cor verde)                                   | Se ainda é jovem, sua cor é verde            |
| gi'          | ainda/ gerúndio (apenas em verbos de ação)   | Tang ana' gi' asapo kamarra (Minha criança ainda limpa quarto)                             | Minha criança está limpando seu quarto agora |
| sateya       | agora/ocorre imediatamente                   | Tang ana' a-sapo kamar-ra sateya (Minha criança limpa quarto agora)                        | Minha criança limpa seu quarto agora         |
| gi' buru     | ainda agora/ação que acaba de ser completada | Sa'diyah gi' buru dhateng (Sa'diyah ainda agora chega)                                     | Sa'diyah acabou de chegar                    |
| buru         | ainda agora/ação que acaba de ser completada | Sa'diyah buru dhateng (Sa'diyah ainda agora chega)                                         | Sa'diyah acabou de chegar                    |
| gita', gilo' | ainda não                                    | Sengko' gilo' maca buku juwa. (Eu não ainda li livro aquele)                               | Eu ainda não li aquele livro                 |
| kera         | penso, acho/futuro conhecido                 | Marlena kera entar dha' Jakarta minggu adha' (Marlena vai ir para Jakarta semana seguinte) | Marlena vai para Jacarta na semana que vem   |
| kodu         | deve, deveria/hipótese, obrigação            | Hasan kodu alako pole sateya (Hasan deveria trabalhar de novo agora)                       | Hasan deveria ir para o trabalho agora       |
| osa          | preciso/necessidade                          | Lo' osa nyambi kerres koca'-eng (Não necessário trazer Kris, dizem)                        | Não é necessário trazer um kris, eles dizem  |

#### Evidencialidade
Alguns elementos podem ser considerados como um tipo de evidencialidade gramatical. São estes:
| Palavra  | Tradução literal/ Ideia transmitida | Tipo de evidencialidade |
| -------- | ----------------------------------- | ----------------------- |
| kodu     | deve, deveria                       | interferencial          |
| koca'eng | eles dizem                          | boato (reportativo)     |

#### Adjetivos
Os adjetivos no mandurês são uma classe polêmica, pois existem estudiosos que consideram que não existe uma distinção entre verbos e adjetivos em linguas da família austronésia. Isso se deve a diversas semelhanças entre adjetivos e verbos. Por exemplo, enquanto substantivos são negados com "banne" tanto verbos quanto adjetivos recebem o mesmo prefixo ta' ou lo' para serem negados.
| Frase                                                           | Tradução                           |
| --------------------------------------------------------------- | ---------------------------------- |
| Roma rowa ta' raja (Casa aquela não grande)                     | Aquela casa não é grande           |
| Mored rowa ta' penter (Estudante aquele não inteligente)        | Aquele estudante não é inteligente |
| Ale' lo' entar dha' sakola'an (Irmão jovem não foi para escola) | Irmão mais novo não foi à escola   |

No entanto extistem algumas singularidades que permitem que algumas palavras possam ser categorizadas separadamente dos verbos. Por exemplo apenas os adjetivos podem receber o prefixo " -ce' " e o sufixo " na " que indicam intensidade. 
| Adjetivo | Tradução | Adição de prefixo e sufixo | Tradução      |
| -------- | -------- | -------------------------- | ------------- |
| sala     | errado   | ce' salana                 | muito errado  |
| kene'    | pequeno  | ce' kene'na                | muito pequeno |

Superlativos são formados utilizando a construção "paleng" + adjetivo.
| Adjetivo | Tradução    | Adição de "paleng" | Tradução         |
| -------- | ----------- | ------------------ | ---------------- |
| sala     | errado      | paleng sala        | erradíssimo      |
| kene'    | pequeno     | paleng kene'       | pequeníssimo     |
| penter   | inteligente | paleng penter'     | inteligentíssimo |

### Sentença
As sentenças no madurês seguem o padrão SVO (Sujeito Verbo Objeto) assim como o javanês, indonésio, sudanês e outras línguas malaio polinésias. Assim, em concordância com outras línguas dessa classe o madurês possui preposições para auxiliar na conexão entre os elementos da sentença.
| Frase                                 | Tradução     |
| ------------------------------------- | ------------ |
| Sengko' ng-enom kopi (Eu beber café ) | Eu bebo café |

A ordem em que ocorre adjetivação é sempre o substantivo seguido do adjetivo.
| Adjetivo | Tradução | Substantivo | Tradução  | Substantivo+ Adjetivo | Tradução          |
| -------- | -------- | ----------- | --------- | --------------------- | ----------------- |
| penter   | esperto  | mored       | estudante | mored penter          | estudante esperto |
| raja     | grande   | bengko      | casa      | bengko raja           | casa grande       |

#### Alinhamento
A língua maduresa apresenta um alinhamento linguístico distintivo denominado ''voz simétrica'', característico das línguas pertencentes à família austronésia. Nesse padrão, um argumento específico é marcado para estabelecer uma relação especial com o verbo, resultando na marcação do verbo principal com um afixo que concorda com o sujeito. Cada um desses afixos constitui uma forma de voz.

#### Voz do Agente
A voz do agente dos verbos transitivos é construída a partir de um prefixo nasal ng- e suas variantes fonéticas ou com a utilização do prefixo -a. 
| Verbo  | Tradução | Voz ativa |
| ------ | -------- | --------- |
| enom   | beber    | ngenom    |
| rosak  | arruinar | ngrosak   |
| ladine | servir   | ngladine  |
| baca   | ler      | maca      |
| toles  | escrever | noles     |

O prefixo -a é menos utilizado, porém ocorre em um grande número de verbos geralmente iniciados por consoantes oclusivas sonoras e surdas aspiradas.
| Verbo   | Tradução | Voz ativa |
| ------- | -------- | --------- |
| berri’  | dar      | aberri’   |
| temmo   | conhecer | atemmo    |
| gabay   | fazer    | agabay    |
| jelling | olhar    | ajelling  |
| sassa   | lavar    | asassa    |

Também é importante notar que alguns verbos podem receber ambos os prefixos.
| Verbo    | Tradução | Voz ativa          |
| -------- | -------- | ------------------ |
| kerem    | enviar   | ngerem/akerem      |
| buketagi | provar   | mokteagi/abukteagi |
| bukka'   | abrir    | mokka'/abukka'     |
| giba     | trazer   | ngeba/agiba        |

A voz ativa dos verbos intransitivos é formada de forma similar aos verbos transitivos, utilizando os mesmos prefixos.
| Verbo    | Tradução  | Voz ativa |
| -------- | --------- | --------- |
| lako     | trabalhar | alako     |
| berka    | correr    | aberka    |
| tare     | dançar    | atare     |
| oca      | dizer     | ngoca'    |
| tangdang | dança     | nangdang  |

#### Voz do objeto
A voz do objeto no madurês indica que algum argumento diferente do agente de um predicado transitivo foi selecionado como sujeito na oração ou quando não há agente, sempre marcado pelo prefixo -e.
| Frase                                               | Tradução                              |
| --------------------------------------------------- | ------------------------------------- |
| Na'-kana' e-'tenggu Bibbi (Crianças assistiram tia) | As crianças foram assistidas pela tia |
| Ale' e-'kekke (Irmão jovem picado)                  | Irmão mais novo foi picado            |
| Maleng rowa e-tangkep (Ladrão aquele pego)          | Aquele ladrão foi pego                |

## Vocabulário
Versículos da Bíblia traduzidos em madurês:
Texto em madurês
E bakto Allah nyepta'agi alam dunnya, 2bume reya gi' ta' etemmo bangonna ban gi' ta' etemmo karowanna kabadha'anna. Kabbi gi' katotoban tase' raja. Dineng tase' raja jareya omba'na raja tor petteng calemodan, tape kobasana Allah ngabang e bagiyan attassa aeng. 3 Allah adhabu, “Mara tera'!” Kabadha'an laju tera'. 4Allah ngoladi ja' tera' jareya bagus. Se tera' laju epalaen dhari se petteng. 5Se tera' jareya eparenge nyama “Seyang”, dineng se petteng eparenge nyama “Malem”. Malem la lebat pas agante laggu. Jareya are se kapeng settong.
Texto em português
No princípio, Deus criou o céu e a terra.2 A terra estava sem forma e vazia; as trevas cobriam o abismo e o Espírito de Deus pairava sobre as águas.3 Deus disse: “Faça-se a luz!” E a luz foi feita.4Deus viu que a luz era boa, e separou a luz das trevas.5 Deus chamou à luz DIA, e às trevas NOITE. Sobreveio a tarde e depois a manhã: foi o primeiro dia.

## Referência externas
- Madurês em Omniglot
- Madurês em Ethnologue
- Info sobre Madurês
- Madurês- comparações com Inglês
- Madurês – Academic – Alemanha